# بيرفينكن
بيرفينكن (بالألمانية: Birwinken) هي إحدى بلديات مقاطعة فاينفيلدن في كانتون تورغاو في سويسرا. تبلغ مساحتها 12.35 كيلومتر مربع، ويقدر عدد سكانها بـ 1363 نسمة (حسب تعداد ديسمبر 2015).